# طريق أخضر

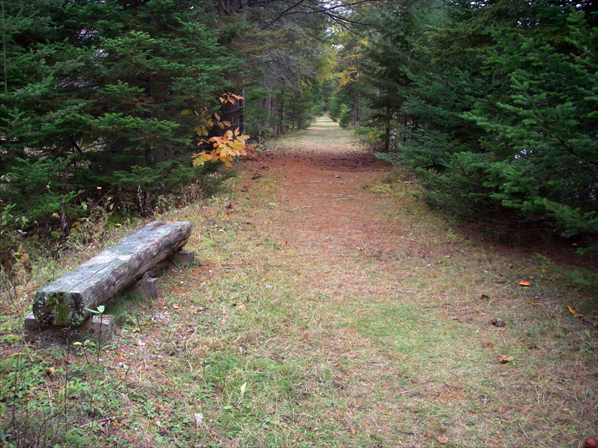
طريق أخضر في إنجلترا الجديدة.

الطريق الأخضر (بالإنجليزية: Greenway)‏، هو شريط من فضاء مفتوح يتكون من ممر من نباتات طبيعية. تتواجد الطُرق الخضراء في المناطق الحضرية والريفية على حدٍ سواء. تُخصص للاستعمال الترفيهي أو التنزه أو لحماية البيئة. يمكن استخدام الطريق الأخضر لإنشاء شبكات متصلة من المساحات المفتوحة والتي تشمل الحدائق التقليدية والمناطق الطبيعية. تعتبر مسارات السكك الحديدية واحدة من أكثر أشكال الخط الأخضر شيوعًا.